# Maître de l'Adoration de Lille
Le Maître de l'adoration de Lille est un peintre anonyme flamand, actif entre 1510 et 1530 à Anvers. Il doit son nom à une Adoration des bergers conservée au Palais des beaux-arts de Lille.

## Style

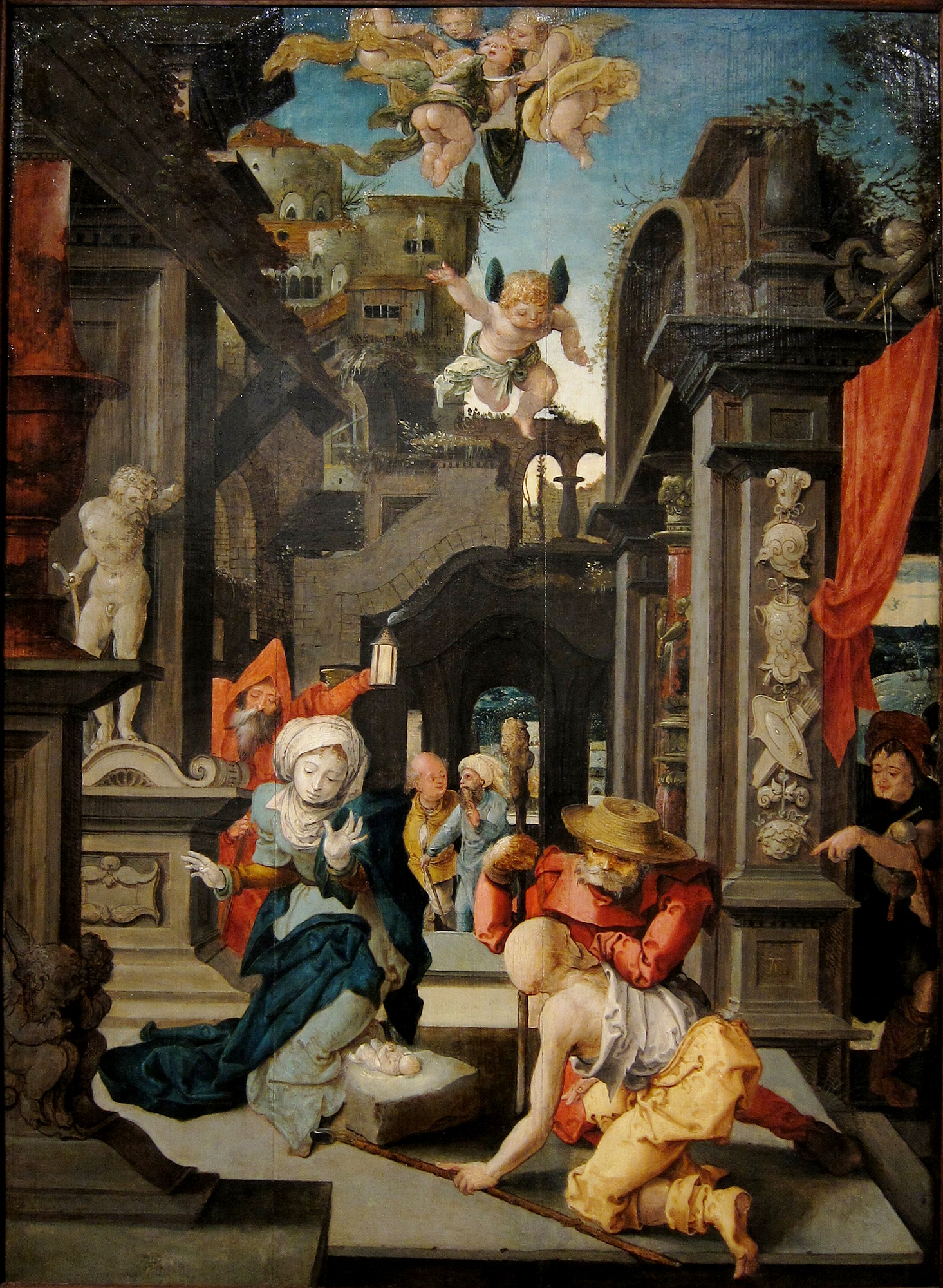
L'Adoration des bergers, Palais des beaux-arts de Lille.

Les œuvres initialement attribuées au Maître de l'adoration de Lille, en particulier l'Adoration des bergers de Lille, ont longtemps été attribuées à Dirk Vellert. C'est Ellen Konowitz qui, en 1995, les a distinguées. Par la suite, trois panneaux initialement attribués à Jan Gossart (La sainte famille avec blasons, Portrait d'homme et Lucrèce) ont été réattribués au Maître de l'adoration de Lille. Le style de ces œuvres porte en effet la marque de l'influence de Jan Gossart mais aussi celle du maniérisme anversois. À cet égard, Ellen Konowitz suggère que le peintre anonyme aurait pu être élève dans l'atelier de Dirk Vellert à Anvers.

## Œuvres attribuées
- L'Adoration des bergers, Palais des beaux-arts de Lille
- Triptyque L'Adoration des Mages, Musée Boijmans Van Beuningen, Rotterdam
- Triptyque Ecce homo, Musée du Centre Public d'Action Sociale de Bruxelles
- La Sainte Trinité et Saint Jérôme, Fogg Art Museum, Cambridge
- La sainte famille, Rijksmuseum, Amsterdam
- Triptyque de la Sainte famille avec Sainte Catherine et Saint Barbe, Museo Nacional de Bellas Artes de Cuba
- La sainte famille avec blasons, Musée d'art de Saint-Louis
- Portrait d'homme, collection de l'Université McMaster, Hamilton
- Lucrèce, collection privée